# 马良盛
马良盛（1918年—2008年5月5日），陕西子洲人，中国人民解放军开国大校。

## 生平
1935年5月参加红军，1935年8月加入中国共产党。历任战士、班长。抗战时期，任八路军第一二○师宋邓支队第36大队参谋，冀热察挺进军第九团训练队队长，团作战参谋、连长。1939年回延安。大生产运动中学会剪羊毛、纺毛线、织袜子、织毛衣。解放战争时期任绥德军分区司令部参谋主任、绥德军分区独立第一营营长、西北军区警备第二旅司令部作战科科长。中华人民共和国成立后，任西北军区独立第一师副参谋长，中国人民解放军坦克第3师副参谋长兼坦克团团长，中国人民志愿军装甲兵指挥所副参谋长，坦克学校学员，南京军事学院装甲兵系班主任，大同装甲兵学院政治系主任，北京高等军事学院学员，装甲兵学院院务部部长，1969年12月至1981年2月任兰州军区副参谋长。1984年10月正军职离休，安置在西安小南门干体所。
1955年被授予上校军衔，荣获三级八一勋章、三级独立自由勋章、二级解放勋章，朝鲜民主主义人民共和国二级国旗勋章。1960年晋升大校军衔。

## 家人
- 妻子 拓庆凤
- 长女 马艳林：西北民族学院数学教授